# Кастеллана (пещера)

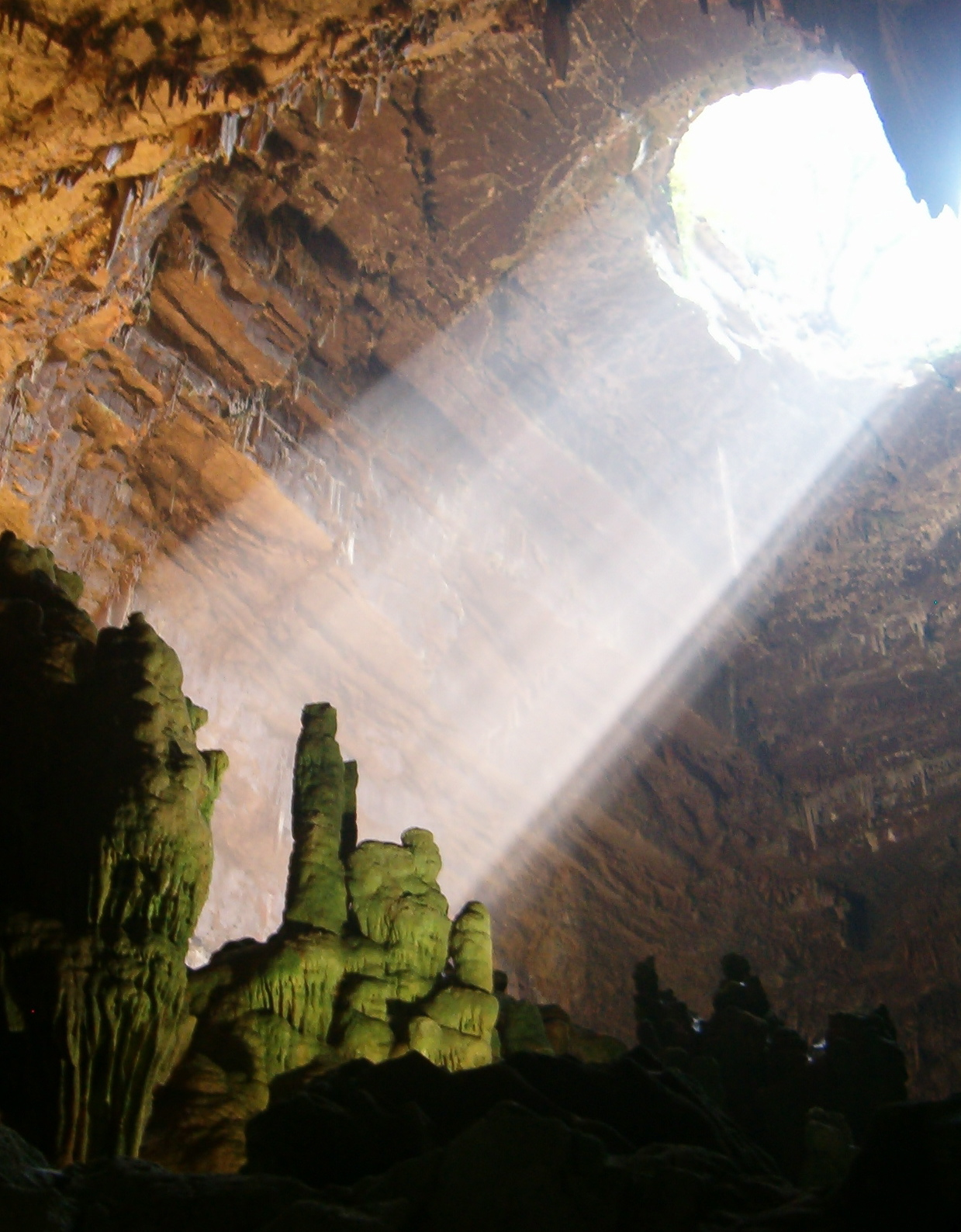

Кастеллана — карстовая пещера в Италии.
Пещера находятся в окрестностях городка Кастеллана-Гротте в регионе Апулия.
Пещера была обнаружена спелеологом Франко Анелли в 1938 году. Общая длина составляет около 3000 м. Естественный вход представляет собой 60-метровую вертикальную шахту.
Является одной из самых посещаемых пещер Италии.